# Šentjošt
Šentjošt is een plaats in Slovenië en maakt deel uit van de gemeente Novo mesto in de NUTS-3-regio Jugovzhodna Slovenija. De plaats telde 94 inwoners op 1 januari 2020.